# Пхосокчон
Пхосокчо́н (кор. 포석정, 鮑石亭, Poseokjeong) — историческое место Кореи номер один, расположенное у подножия горы Намсан в городе Кёнджу, Южная Корея. Построено в эпоху государства Силла. Здесь когда-то располагался королевский павильон, однако сейчас осталось только каменное русло ручья — Коксуго (кор. 곡수거, 曲水渠, Goksugeo). Длина ручья — 10,3 метра (общая протяжённость канала — около 22 метров), ширина — 5 метров. Состоит он из 63 гранитных блоков, каждый из которых в среднем имеет глубину 26 сантиметров (наибольшая глубина — до 50 см) и ширину 35 сантиметров. Канал окружён садом из деревьев дзельква, сосны и бамбука. Коксуго был заимствован из Китая тысячи лет назад, однако помимо Пхосокчона подобных мест в Корее более не сохранилось.
В давние времена вода попадала в канал из ближайшего ручья в долине горы Намсан. Вода когда-то изрыгалась из пасти каменной черепахи, однако эта достопримечательность не сохранилась до наших дней.
Во время официальных приёмов аристократы сидели вокруг Коксуго, по которому плавали чаши с вином, и до того момента, когда чашу подносило течением к кому-нибудь из гостей, этот гость должен был сочинить краткое стихотворение. Стоит отметить, что аристократы того времени были людьми образованными (в состав полученного образования, как правило, входила и поэзия), и сочинение стихов не составляло для них особой проблемы. Если же, всё-таки, стихотворение сочинить не удавалось, вино из чаши приходилось выпивать до дна. Эта игра называлась «Юсанкоксу»(кор. 유상곡수, 流觴曲水, Yusanggoksu).
Согласно древней корейской легенде, дух Намсана часто посещал пиры вана Хонгана (кор. 헌강, 憲康, Heongang), проходившие в Пхосокчоне — он появлялся перед ваном и танцевал. Ван танцевал в такт движениям духа. Во время этих пиров родился танец «Омусансинму» (кор. 어무산신무, 御舞山神舞, Eomusansinmu) (королевский танец, божественный танец).
Общая площадь Пхосокчона — 7 432 м². О времени его постройки нет точных данных, однако известно, что каменное русло ручья было построено в период Объединённого Силла. 21 января 1963 года Пхосокчон включён в список исторического наследия Кореи под номером 1.
В 927 году в Пхосокчоне основателем государства Позднее Пэкче Кён Хвоном (кор. 견훤, 甄萱) был убит на четвёртом году своего правления ван Кёнъ Э (кор. 경애, 景哀) — предпоследний, 55-й, из ванов Силла.